# Yorkville (Toronto)

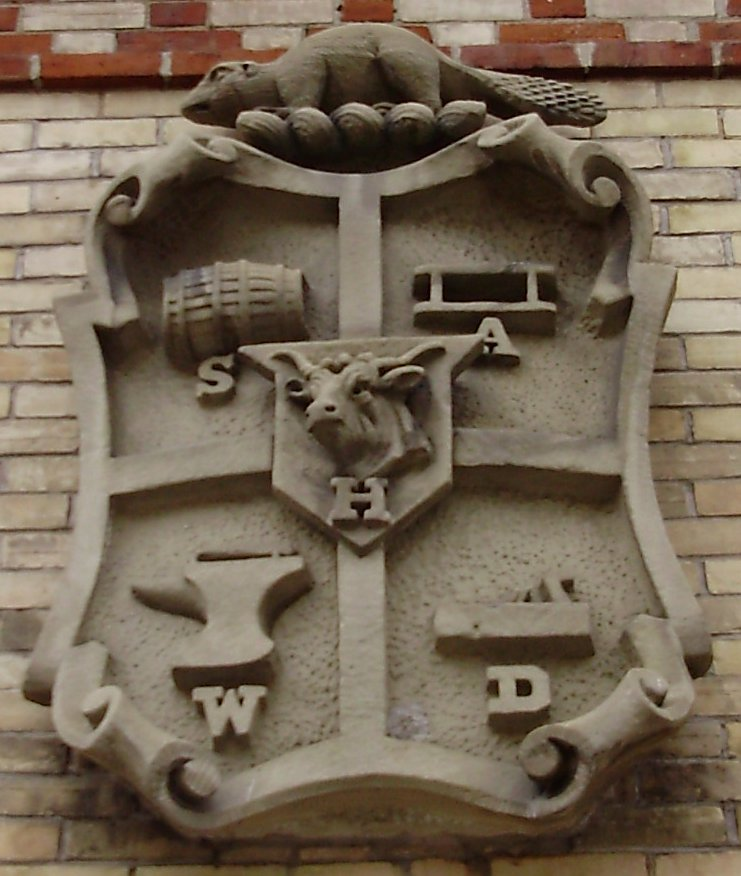
Ehemaliges Wappen von Yorkville

Yorkville ist ein Stadtteil von Toronto. Er gehört zum Bezirk Old Toronto. Der 1830 gegründete Ort wurde 1883 der Stadt Toronto eingemeindet. Der historische Kern von Yorkville war das Gebiet nördlich der Bloor Street und östlich der Avenue Road. Heutzutage erstreckt er sich bis an die Davenport Road im Norden, an der Yonge Street im Osten und gilt als exklusives Einkaufsgebiet. Der Lokalteil der Bloor Street in Yorkville gehörte zusammen mit der Robson Street in Vancouver 2007 zu den 25 teuersten Straßen der Welt.
In Yorkville findet jährlich das Toronto International Film Festival statt.